# Patrick Grainville
Pour les articles homonymes, voir Grainville.
Patrick Grainville, né le 1er juin 1947 à Villers-sur-Mer, est un écrivain français.
Originaire de Normandie, il remporte le prix Goncourt en 1976, à 29 ans, pour son quatrième roman, Les Flamboyants, qui raconte l'épopée d'un roi fou africain imaginaire, Tokor.
Très tôt, son style baroque et son œuvre dense tiennent une place à part dans le paysage romanesque de la fin du XXe siècle marqué par un certain minimalisme. Écrivain à l'écriture foisonnante et facilement reconnaissable, il est régulièrement invité dans l'émission Apostrophes où il cultive son originalité.
Il alterne au fil des ans des fictions hautes en couleur et exotiques (Colère, Le Tyran éternel, Le Lien...), des récits où romanesque et autobiographie s'entremêlent (L'Orgie, la Neige, Les Anges et les Faucons, La Main blessée...) et des romans mythiques autour des grands peintres (Le Baiser de la pieuvre, Bison, Falaise des fous...).
Professeur agrégé de lettres, Patrick Grainville est également critique au Figaro littéraire et membre du jury du prix Médicis. Il a reçu en 2012 le Grand prix de littérature Paul-Morand décerné par l’Académie française pour l'ensemble de son œuvre.
En 2018, il est élu à l'Académie française.

## Biographie

### Une reconnaissance précoce

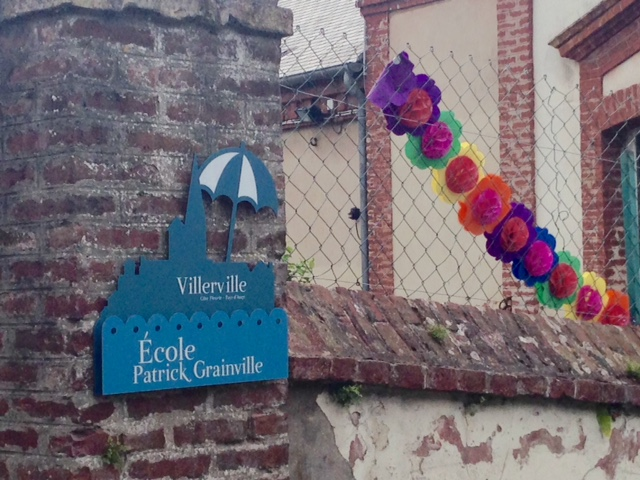
École Patrick Grainville de Villerville

Patrick Grainville passe son enfance en Normandie, allant régulièrement à la chasse et à la pêche avec son père Jacques, entrepreneur et longtemps maire de Villerville de 1963 à 1989 ; il fréquente le lycée de Deauville annexe de Malherbe de Caen, avant de poursuivre ses études supérieures au lycée Henri-IV et à la Sorbonne où il prépare son agrégation, qu'il obtient[Quand ?].
En parallèle de ses études, le jeune homme écrit très tôt, premier manuscrit à 19 ans, puis premier roman publié à 25, La Toison, accepté immédiatement par Gallimard. La profession le remarque.
Juste avant de mourir, Henry de Montherlant lui prédit un grand avenir et loue son style : « Vous êtes tellement personnel que, dès votre premier livre, on pourrait écrire : “À la manière de Patrick Grainville” ».
Son roman suivant, La Lisière, rate le Goncourt 1973, au cinquième tour contre L'Ogre de Jacques Chessex, au grand dam de Michel Tournier qui l’a soutenu dans le jury. Hervé Bazin, qui préside, reconnait ses qualités, mais trouve l'auteur trop jeune.
Patrick Grainville décrit dans La Lisière ce qui sera le fil conducteur de son œuvre « J'inaugure une sorte d'autobiographie mythique où le passé mi-souvenu mi-rêvé est contemporain d'un futur prévu, conjuré où le présent n'est rien ».
Trois ans plus tard, après avoir déjà écarté un quatrième roman, les Éditions Gallimard refusent Les Flamboyants qu’elles jugent, dans une première version de 800 pages, trop long et trop touffu. Jean Cayrol convainc Patrick Grainville de raccourcir et Michel Tournier, pourtant chez Gallimard, de changer d’éditeur. C’est donc aux éditions du Seuil qu’il obtient le prix Goncourt en 1976. François Nourissier, le citant en exemple, se félicitera quelques années plus tard, afin de valoriser l’Académie Goncourt critiquée pour ses choix, de ne pas être passé à côté du Normand. Parmi les plus jeunes lauréats du prix Goncourt, Patrick Grainville retourne dès le lendemain à son métier de professeur tout en affirmant son ambition de faire bouger les lignes de l’écriture. « Je vais pouvoir défendre les couleurs baroques, parce qu’en France, il semble tout de même que le privilège soit donné à la littérature classique, le roman psychologique, intérieur, avec un style très dépouillé, j’aime plutôt [...] une littérature qui se donne, qui prend des risques, qui se casse la figure, qui repart... »
Bien des années plus tard, dans un débat amical avec Annie Ernaux sur la relation entre la réalité et la fiction, il empruntera  à Gilles Deleuze le néologisme « chaosmos » pour revendiquer sa vision du roman « monument » ; face à un réel ouvert, vouloir « fermer le robinet de la signification avec un mot exact, vissé sur la chose », n’est selon lui qu’une illusion qui passe à côté de la « poétique de  la vérité ».

### Les années de maturité
Dix ans après Les Flamboyants, Le Paradis des orages, érotique et partiellement autobiographique, est un nouveau succès. Sa mèche « ravageuse », rendue fameuse, et sa faconde passionnée conduisent Patrick Grainville à devenir l’un des écrivains les plus souvent invités dans l’émission Apostrophes, même pour présenter des livres qui ne sont pas les siens. Il y fera également part de sa perception du métier de professeur du secondaire, enseignant le français en marge de l'écriture au lycée Évariste-Galois à Sartrouville.
Ses romans suivants, L'Atelier du peintre, L'Orgie, la Neige ou Colère, à cheval entre les années 1980 et les années 1990, salués par les critiques, bénéficient ainsi d’une bonne exposition.
Se sentant poussé un temps par le Nouveau Roman et admiratif de Claude Simon, Patrick Grainville partage son amour pour la Normandie avec Marguerite Duras qui habite l’Hôtel des Roches Noires à Trouville-sur-Mer, près de chez ses parents, et avec qui il lui arrive de se promener.
Ayant adopté le rythme d’un roman tous les deux ans et actif par ailleurs, critique de cinéma dans les années 1980 pour VSD avant de devenir chroniqueur littéraire pour Le Figaro, il multiplie les textes sur la peinture, côtoyant autant des peintres célèbres que des débutants voués à le devenir.

### D'un siècle à l'autre
Après un résumé « de notre époque », à travers le portrait de Maha, star interplanétaire dans Le Lien, le style d’écriture de Patrick Grainville s’épure à la fin des années 1990. Il devient membre du jury du prix Médicis à partir de 1997 où il se lie d’amitié avec Alain Robbe-Grillet. Moins présent dans les médias, il maintient néanmoins son rythme de publication bisannuel et poursuit une œuvre protéiforme, creusant « son propre sillage »; se succèdent un grand retour en Afrique qu’il affectionne particulièrement (Le Tyran éternel), un thriller prémonitoire des événements du 11 septembre (Le Jour de la fin du monde, une femme me cache), un roman autobiographique (La Main blessée), un nouveau « classique » de l’érotisme (Le Baiser de la pieuvre) et, saluée par la critique en 2014, une épopée sur les Indiens des Plaines à travers la vie du peintre George Catlin (Bison). À l'occasion de la sortie du Démon de la vie, peu de temps après la mort de Michel Tournier avec qui il était resté proche, Patrick Grainville, considéré dorénavant lui aussi comme « un pilier, une institution des lettres françaises », passe dans On n'est pas couché et renoue avec une émission de grande écoute. Yann Moix reconnait lui vouer une admiration sans borne et le présente comme « le plus grand prosateur de la langue française ».
Le 8 mars  2018, il est élu au fauteuil d'Alain Decaux à l'Académie française, au premier tour de scrutin face à Dominique-Marie Dauzet. Lors de son intronisation un an plus tard, son discours aux « accents lyriques » est salué par les médias:

« Pour ma part, je ne suis qu’un homme frêle, paré de lauriers d’or, et futiles ! N’étaient… les mots de la langue française qui m’ont donné corps et chair, muscle et force, sang et souffle de verbe. Les mots sont mes seules armoiries, ma seule panoplie et mon épée. […] Le style, cette erreur érotique. C’est l’invention de notre langue contre le globish décérébré et sans volupté, le snobisme mortifère de l’anglo-américain des services, de la communication bureaucratique. Le style, c’est l’anti-globish ! C’est notre flamme, notre incarnation vive, notre révolte prométhéenne contre l’ordre du monde et les dieux monotones. On parle à tort de la pureté du style. Mesdames et Messieurs de l’Académie, le style est impur. Il est le sacrilège de la beauté.
Contre tous les manques de l’existence, les mots sont la présence, l’arbre de vie, le fleuve intarissable, le paradis retrouvé. Le paradis inventé. Je chante la langue française. Sa luxuriance lucide. »

## Thématiques

### De l’autobiographie mythique à l’épopée lyrique
Avec l’âge, Patrick Grainville reconnait s’être émancipé de l’« autobiographie mythique » de la trilogie initiale, formée par La Toison, La Lisière et L'Abîme, et n’avoir plus craint d’aborder le genre autobiographique avec L'Orgie, la Neige ou La Main blessée, mais même ses récits réalistes les plus intimes n’échappent pas à la fabulation : « Rien n’est jamais vécu, tout est fiction ». Qu’il évoque en effet les bidonvilles brésiliens de Colère ou les jeunes amants des Anges et Les Faucons en haut de Notre-Dame de Paris, c’est toujours un  monde en mouvement, torturé et tumultueux, qu’il décrit.
Beaucoup de romans commencent ainsi par la fascination, l'obsession d'un lieu, le choc visuel. La présence d’une nature puissante et brute est récurrente : l’Océan Atlantique (L'Atlantique et les Amants), Le Pacifique (L'Atelier du peintre), la forêt (L'Orgie, la Neige), les grottes (La Caverne céleste), les volcans (Les Flamboyants, Le Baiser de la pieuvre). L’arbre constitue une sorte de blason de l’œuvre, le flamboyant rouge et sensuel (Les Flamboyants), les grands fromagers (Le Tyran éternel), l’Yggdrasil, l’arbre mythique (Le Dernier Viking) ; le favori étant le géant et tentaculaire figuier des banians (Le Lien, Le Corps immense du président Mao). Cette nature luxuriante est chargée d’animalité. Chaque roman de Patrick Grainville, qu’il soit urbain ou rustique, contient un ou plusieurs animaux fétiches : rats (Les Forteresses noires, Lumière du rat), mandrills (Le Lien), crocodile (Le Tyran éternel), loups (La Joie d'Aurélie), tigre (Le Démon de la vie)... Patrick Grainville définit volontiers son œuvre comme un mélange d’Arche de Noé et de Radeau de la Méduse qui balance entre pulsion de vie et pulsion de mort.
L’univers urbain ne le cède en rien à la nature, souvent monstrueux et fantastique comme les tours inquiétantes de La Défense (Les Forteresses noires), les stades de Wembley ou de Korakuen à Tokyo (Le Lien), les mégalopoles champignons de Shenzhen (Le Corps immense du président Mao) ou de Los Angeles (L'Atelier du peintre), les villes « paysages » comme Yamoussoukro (Le Tyran éternel) ou Rio de Janeiro (Colère)…

### L’écriture fantastique

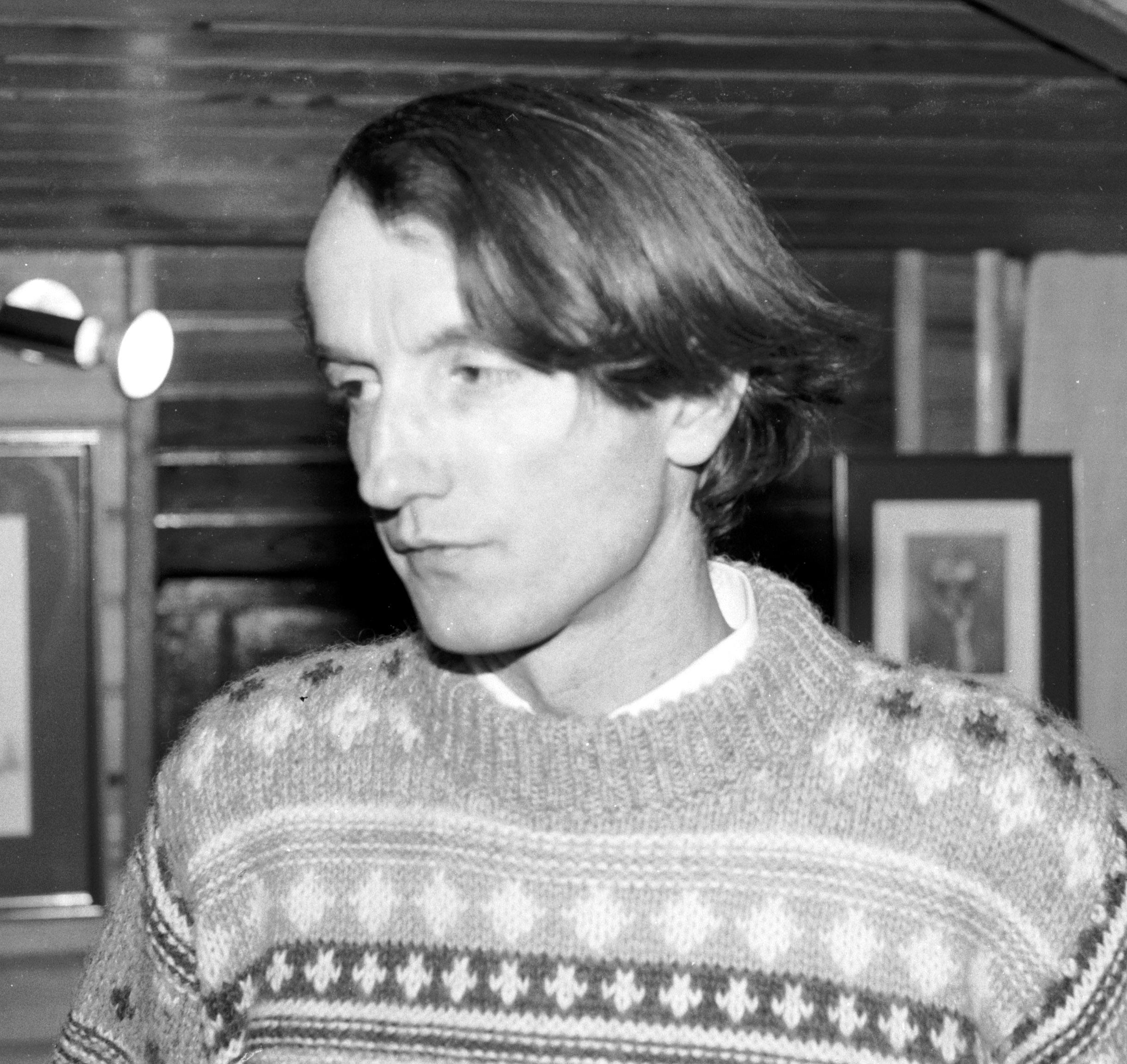
Patrick Grainville en 1982.

Comparé à Jean Giono pour ses romans sauvages liés aux éléments et à Louis Ferdinand Céline pour sa « démesure verbale », Patrick Grainville se démarque de cet héritage par un registre fantastique et onirique qui imprègne son œuvre : l’Amazone mythologique (La Diane rousse), le retour à l’animalité originelle (L'Ombre de la bête), les secrets et les complots telluriques (Les Forteresses noires), le narrateur observateur depuis l’Au-delà (Le Tyran éternel), ou les animaux régisseurs du destin des hommes (Lumière du rat, Le Baiser de la pieuvre). Écrivain de l’entre deux siècles, à l’instar d’un Huysmans mais ayant digéré Proust, le Nouveau roman et « les ressassements académiques d’un certain réalisme », Patrick Grainville ouvre selon Michel Tournier cette « voie nouvelle » qui mène au XXIe siècle.

### L’érotisme assumé
Même si Le Paradis des orages et Le Baiser de la pieuvre se détachent, l’érotisme est une caractéristique de nombreux romans de Patrick Grainville et une partie intégrante de son univers. La quête ultime de l’écriture qui doit mener à la « vérité de l’homme » nécessite l’abandon des oripeaux et des tabous. L’important littérairement pour lui, ce n'est pas le sexe en soi, mais « que le sexe devienne un texte ». En cela, Patrick Grainville est vu par Jacques-Pierre Amette comme le pendant libéré du « chaste » Le Clézio, autre écrivain reconnu pour son style.

### La peinture par les mots
Patrick Grainville a toujours eu une passion pour la peinture, ressourçante et inspiratrice, qui le sauve de lui-même et lui permet d’aller mieux; très présente dans son œuvre (dès La Lisière), il lui a consacré sept romans, L'Atelier du peintre, Le Baiser de la pieuvre, Bison, Falaise des fous (notamment considéré comme un « aboutissement »), Les Yeux de Milos, Trio des Ardents et La Nef de Géricault. La figure qui le fascine est celle de l’expressionniste Egon Schiele auquel il destine un album, L’Ardent désir. Il s’initie à l’Abstraction Lyrique dans l’atelier de Georges Mathieu. Avec Richard Texier, il découvre une ligne aléatoire et poreuse, sous le signe de l’océan, à l’opposé du trait de feu du précédent. Sa proximité avec les peintres contemporains se fait de plus en plus grande, son écriture se mariant aux styles les plus divers : Jean-Pierre Pincemin, rencontré lui aussi dans son atelier de l’Yonne, est un représentant du mouvement Supports/Surfaces (Le Menu idéal  de Pierre-Troisgros), Hervé Di Rosa un artiste de la Figuration libre (Tout un monde 1992-2002), Erró, un maître de la Figuration narrative (Petites parousies et grandes épiphanies de la chair)... Le romancier affectionne de longue date le peintre Bernard Louedin et Tony Soulié avec lequel il écrit de nombreux livres. Ou Claudie Laks (Le vouloir ivre de la couleur)  et encore le peintre franco-chinois, Wang Yan Cheng, un abstrait lyrique dans la ligne de Zao Wouki, avec lequel il partage plusieurs projets.

## Œuvres[60]

### Romans
- 1972 : La Toison
- 1973 : La Lisière
- 1974 : L'Abîme
- 1976 : Les Flamboyants — prix Goncourt
- 1978 : La Diane rousse
- 1980 : Le Dernier Viking
- 1981 : L'Ombre de la bête
- 1982 : Les Forteresses noires
- 1984 : La Caverne céleste
- 1986 : Le Paradis des orages
- 1988 : L'Atelier du peintre
- 1990 : L'Orgie, la Neige — prix Guillaume-le-Conquérant
- 1992 : Colère
- 1994 : Les Anges et les Faucons
- 1996 : Le Lien
- 1998 : Le Tyran éternel
- 2000 : Le Jour de la fin du monde, une femme me cache
- 2002 : L'Atlantique et les Amants
- 2004 : La Joie d'Aurélie
- 2006 : La Main blessée
- 2008 : Lumière du rat — Grand prix de littérature de la SGDL
- 2010 : Le Baiser de la pieuvre
- 2011 : Le Corps immense du président Mao
- 2014 : Bison — Grand prix Palatine du roman historique
- 2016 : Le Démon de la vie
- 2018 : Falaise des fous
- 2021 : Les Yeux de Milos
- 2023 : Trio des Ardents
- 2025 : La nef de Géricault

### Nouvelles et récits
- 1978 : Images du désir, nouvelles, éditions Playboy - Filipacchi.
- 2006 : Chambre unique, hôtel de Malabo, Malabo dans Rooms d'Olivier Rolin & Cie (collectif 28 écrivains), éditions du Seuil.
- 2006 : Le voile dans Nouvelles Mythologies (collectif 57 écrivains, sous la direction de Jérôme Garcin), éditions du Seuil.
- 2015 : Marguerite Duras, Nouvelles Lectures, collection Duetto (livre numérique) ; et dans L'Esprit des femmes, La Thébaïde, 2017, collection Duetto (édition papier) avec essais sur Françoise Sagan par Myriam Thibault, sur Simone de Beauvoir par Bénédicte Martin, sur Colette par Jean Chalon, et sur Madame de Staël par Lilian Auzas.
- 2016 : Balcon du bleu absolu, à propos du Concert de Nicolas de Staël et de La Joie de vivre de Picasso exposés au Musée Picasso d'Antibes, Le 1 Hors-Série Nouvelles été 2016.
- 2017 : J'ose t'écrire, Grand Flau... dans Lettres à Flaubert (collectif sous la direction d'Yvan Leclerc), éditions Thierry Marchaisse.
- 2020 : Le Paradis de la diane dans Le Deauville intime de... (collectif 15 écrivains), Mercure de France.

### Livres d'art
- 1978 : Jacques Chemay, Bruxelles 1978.
- 1980 : Au long des haies de Normandie, en collaboration avec Micheline Pelletier-Lattès.
- 1980 : Bernard Louedin
- 1984 : Voyage au Hoggar, Georges Guinot peintures FIAC 84.
- 1985 : Vallotton, en collaboration avec Günter Busch, Bernard Dorival et Doris Jakubec.
- 1985 : Les Flacons de la séduction : L'art du parfum au XVIIIe siècle, en collaboration avec Ghislaine Pillivuyt, Doris Jakubec et Pauline Mercier.
- 1989 : L'Iris de Josh Westrich et Ben R. Hager, Thames & Hudson.
- 1989 : Lydie Arickx, en collaboration avec Henri Bismuth, Pierre Osenat, Nathalie Barberger, Marc Le Bot et Marie-Odile Van Caeneghem.
- 1992 : Yves Mery, en collaboration avec Gérard Xuriguera.
- 1992 : Georges Mathieu, en collaboration avec Françoise Poiret.
- 1992 : Egon Schiele, réédité en 1996 sous le titre L'Ardent Désir.
- 1993 : Mathieu, en collaboration avec Gérard Xuriguera.
- 1994 : Bernard Louedin, en collaboration avec Michel Cazenave, nouvelle édition en 2005.
- 1995 : Richard Texier
- 1996 : Stars : Les incontournables de Michel Boujut, contribution.
- 1998 : Lydie Arickx : les racines du chaos, en collaboration avec Emmanuel Daydé, Marcel Moreau, Pierre Osenat, Nicole Pontcharra, etc.
- 1998 : Hourra l'œuvre inouïe !, en collaboration avec Guy Roussille et Michel Roncerel.
- 1999 : Tony Soulié : un été immobile
- 1999 : Claude Deruet : La Terre, en collaboration avec Eric Moinet, Jeanne Amoore, David Liot, Elisabeth Martin et Andreej Mielniczek.
- 2000 : Le Menu idéal de Pierre Troisgros, en collaboration avec Jean-Pierre Pincemin.
- 2000 : Autoroutes, en collaboration avec Tony Soulié, Jef Gravis, Myriam Boccara, Gilles Gerbaud, Philippe Sohiez et Arnaud Le Bourdonnec.
- 2001 : New York 11206, en collaboration avec Jean-Yves Le Dorlot et Tony Soulié.
- 2002 : Hervé Di Rosa : tout un monde, 1992-2002
- 2002 : Chambas, en collaboration avec Michel Archimbaud, Bertrand Chartreux et Francis Marmande.
- 2002 : Christian Oddoux : Sculpture, en collaboration avec Paul-Laurent Assoun, Claude Louis-Combet, Pierrette Fleutiaux et Claude Rabant.
- 2002 : Louedin, en collaboration avec Philippe Le Guillou et Bertrand Duplessis.
- 2004 : Le Nu foudroyé, en collaboration avec Lucien Clergue et Gérard Simoën.
- 2005 : Les Princes de l'Atlantique, en collaboration avec François Rousseau.
- 2005 : Croix paysages, en collaboration avec Jean Hervoche.
- 2006 : Tony Soulié 2000/2005 : l'anagramme du monde
- 2007 : Petites Parousies et grandes épiphanies de la chair, en collaboration avec Erró.
- 2008 : Jean-Pierre Pincemin
- 2008 : Tony Soulié : Paris Ronde de Nuit
- 2009 : Atelier, en collaboration avec François Rousseau et Mikael Railsson.
- 2011 : Wang Yan Cheng, peintures récentes
- 2011 : Jean Clerté, le dos au mur : œuvres peintes depuis 1960, en collaboration avec Gérard Thalmann.
- 2012 : Tony Soulié 2009 2010 2011 : la cavale des totems
- 2013 : Claudie Laks : le vouloir ivre de la couleur, en collaboration avec Thierry Dufrêne et Gérard Bras.
- 2014 : Paintings by Wang Yan Cheng
- 2021 : Lydie Arickx : Arborescences (texte Lydie de l’Iliade, de l’hydre et de l’hymne).

### Livres pour la jeunesse
- 1986 : Le plus beau des pièges, roman illustré par Arno dans Je bouquine[61].
- 1993 : L'Arbre-piège (réédition non illustrée du Plus beau des pièges, couverture d'Enki Bilal), collection Petit Point no 57, éditions du Seuil.
- 1995 : Le Secret de la pierre noire, illustré par Dupuy-Berberian, Nathan.
- 2000 : Les Singes voleurs dans Les Singes voleurs - 6 histoires d'archéologie (collectif), éditions Fleurus.
- 2000 : Le Rire du géant dans Un os dans le rosbif - 6 histoires de pirates (collectif), éditions Fleurus.

### Ouvrages collectifs et articles littéraires
- 1973 : Don Juan et le donjuanisme chez Montherlant dans La Nouvelle Revue française[62]
- 1977 : La Normandie par elle-même dans Les Nouvelles littéraires[63]
- 1978 : Mickey-monstre dans Les Nouvelles littéraires[64]
- 1978 : Modiano Goncourt enfin !, reportage dans Les Nouvelles littéraires[65]
- 1980 : Tournier au Lycée dans la revue littéraire Sud[66]
- 1983 : David Bowie - La grande messe des temps modernes dans VSD[67]
- 1983 : Les accessoires du plaisir dans Le Crapouillot[68]
- 1986 : L'Automne des étudiants 17 novembre - 10 décembre 1986 (collectif), éditions Solar.
- 1986 : Le Chant du monde dans L'Arc sur Jean Giono[69]
- 1987 : Le Rôdeur et les Parfums dans Le Monde[70]
- 1988 : Une traversée de Christophe Colomb dans Miroir du cyclisme[71]
- 1996 : La littérature est profonde dans La Nouvelle Revue française[72]
- 1998 : Le Héron blanc (à propos de Marguerite Duras) dans La Nouvelle Revue française[73]
- 2002 : Pages de garde - Textes inédits pour l'Internat des hôpitaux de Paris 1802-2002 (collectif 17 écrivains), éditions Gallimard.
- 2004 : Histoires de dictionnaire (collectif), Le Robert.
- 2009 : Grosses machines romanesques (dossier collectif 10 écrivains : La littérature française est-elle morte ?) dans Transfuge[74]
- 2009 : Ses mains d'aveugle dans Au nom de la fragilité - Des mots d'écrivains de Charles Gardou (collectif), Éditions Érès.
- 2011 : Le Grain dans L'Éloge des cent papiers[75] (collectif), Association Verbes.
- 2018 : Figures d'écrivains, cadavre exquis de 70 écrivains sous la direction d'Etienne de Montety, photographies de Stéphane Lavoué, Éditions Albin Michel.
- 2019 : Nos chers éditeurs de Luc Jacob-Duvernet (témoignages de 13 écrivains), Écriture.

### Préfaces
- 1980 : de L'Homme tout nu de Catulle Mendès, éditions Hallier.
- 1992 : de La Normandie (collectif), éditions Larousse.
- 1993 : de La Semaine secrète de Vénus de Pierre Mac Orlan, Arléa.
- 1995 : de Liberté pour les ours ! de John Irving, collection Points, éditions du Seuil.
- 1995 : de La Cuisinière normande de Paul Touquet, sous la direction de Claude Tchou, éditions Solar.
- 2004 : de Bethsabée de Torgny Lindgren, collection Babel, Actes Sud.
- 2012 : Pourquoi aimez-vous « Les Travailleurs de la mer » ?, interview dans Les travailleurs de la mer de Victor Hugo, édition mise à jour en 2012, collection GF, Flammarion.

### Drames radiophoniques
- 1975 : L'Assaut, réalisation d'Henri Soubeyran pour France Culture.
- 2002 : Toi, Osiris[76], réalisation d'Anne Lemaître pour France Culture, avec Isabelle Carré.

### Cinéma
- 1980 : Le Voyage en douce de Michel Deville, collaboration littéraire.

## Décorations
- Chevalier de la Légion d'honneur
- Officier de l'ordre national du Mérite
- Chevalier de l'ordre des Palmes académiques[77]
- Officier de l'ordre des Arts et des Lettres